# Вишеструко убиство у ООШ „Владислав Рибникар”
Вишеструко убиство у Огледној основној школи „Владислав Рибникар” догодило се 3. маја 2023. када је ученик те школе К. К. пуцао на ученике и запослене у Огледној основној школи „Владислав Рибникар” у београдској општини Врачар. Убио је десет (девет ученика и радника обезбеђења) и ранио шест особа (пет ученика и наставницу). Полиција је убрзо потом ухапсила починиоца за кога се касније сазнало да је тринаестогодишњи ученик седмог разреда те школе, означен иницијалима као К. К. Према важећем Кривичном закону Републике Србије, К. К. не може кривично одговарати јер нема навршених четрнаест година. Починилац је био наоружан са два пиштоља, која су била у легалном власништву његовог оца, као и четири Молотовљева коктела које је сам направио. Од привођења, убица је смештен на чување  у психијатријској болници у Београду. У међувремену, покренути су судски поступци против његових родитеља. Отац се терети за дела против опште безбедности, а мајка за занемаривање детета.

## Позадина
Србија има строге законе о оружју, али и једну од највећих стопа поседовања оружја по глави становника у свету. Србија је 2021, са процењених 39 оружја у приватном власништву на 100 становника, била трећа земља у свету у овој статистици, иза Сједињених Америчких Држава и Јемена. Уз етаблирану традицију поседовања оружја, многа домаћинства чувају ратне трофеје из ратова 20. века. Илегално оружје је постало широко распрострањено у неким земљама региона након југословенских ратова 1990-их.
Масовне пуцњаве су ретке у Србији, као и у ширем региону Балкана. У 21. веку су се догодила три ранија масовна убиства: у Јабуковцу 2007. у коме је девет људи убијено, а пет рањено, у Великој Иванчи 2013. где је убијено 14 људи и у Житишту 2016. у коме је пет особа погинуло, а 22 повређено. У Великој Плани 2019. дошло је до покушаја пуцњаве у школи, али је починилац заустављен након што је испалио два метка у плафон. Ниједан од тих пуцњава или покушаја пуцњаве није укључивао дете као извршиоца. У већини случајева масовна убиства су починиле особе са већим или мањим психичким проблемима. По сведочењу родитеља убијене деце малолетни починилац је и у овом случају имао одређене психичке проблеме, који нису одговарајуће третирани.

## Пуцњава
Пуцњава је почела око 8.36 сати по локалном времену 3. маја 2023. Како је саопштило Министарство унутрашњих послова Србије, након што је ушао у Основну школу „Владислав Рибникар”, ученик седмог разреда те школе К. К. (рођ. 2009) одмах је из торбе извадио пиштољ и пуцао у чувара, а потом на дежурне ученице. У ходнику је потом променио оквир и упутио се у учионицу где се држао час историје. Када је ушао у учионицу, починилац је прво пуцао у наставницу, а затим на друге ученике. К. К. је онда изашао из учионице и отишао до школског дворишта где је извадио оквир из оружја и позвао полицију у 8.42 часа. Након доласка полицајци су га ухапсили.
К. К. је био наоружан с два пиштоља — једним калибра девет милиметара с три оквира и то ЦЗ 75, као и једним малокалибарским пиштољем. Такође је поседовао четири молотовљева коктела, која није искористио.
Ученици који су у паници побегли после пуцњаве нашли су склониште у просторијама предузећа иза школе. Његошева улица је затворена након пуцњаве.

## Жртве
- Ангелина Аћимовић
- Мара Анђелковић
- Бојана Асовић
- Ана Божовић
- Андрија Чикић
- Адриана Дукић
- Ема Кобиљски
- Катарина Мартиновић
- Софија Негић
- Драган Влаховић (чувар)

У пуцњави је погинуло осам ученика: седам девојчица и један дечак, и један радник обезбеђења, док је једна од тешко рањених девојчица преминула 15. маја, дванаест дана касније. Према саопштењу француског Министарства спољних послова, један од преминулих ученика био је француски држављанин.
Повређено је још пет ученика као и наставница историје. Од повређених, два дечака и једна девојчица превезени су у Универзитетску дечју клинику у Београду у Тиршовој улици. Дечаци су задобили прострелне ране доњих екстремитета док је девојчица задобила тешку повреду главе и морала је на операцију. Касније је саопштено да су дечаци и наставница у стабилном стању.

## Истрага
Убицу је ухапсила полиција, а Више јавно тужилаштво у Београду идентификовало га је као тринаестогодишњег ученика седмог разреда у школи „Владислав Рибникар”. У овом узрасту не може се поднети кривична или прекршајна пријава према важећем Закону о малолетним учиниоцима кривичних дела и кривичноправној заштити малолетника који прописује минималну старост за кривичну одговорност од 14 година; случај је прослеђен Центру за социјални рад. Починилац је са собом имао два пиштоља која су припадала његовом оцу у законском власништву. Како је саопштило Министарство унутрашњих послова, он је планирао пуцњаву најмање месец дана; у коју ће учионицу најпре ући, када ће организовати напад као и које су му приоритетне мете. Министарство је такође саопштило да је починилац са својим оцем посећивао стрељану у којој су заједно вежбали гађање.
Неколико дана након пуцњаве, мобилни телефон убице је послат на вештачење ради добијања нових информација које могу бити значајне за истрагу. Форензичким прегледом мобилног телефона убице, установљено је да је он био део светске мреже. Он је недавно од особља психијатријске клинике у којој је задржан, захтевао да му дају мобилни телефон, како би могао да комуницира са својим најбољим пријатељем Л.Л којег није познавао уживо, већ преко друштвених мрежа и видео игрица. 
Мотив напада још увек није познат. Починилац је описан као повучен и добар ученик који се недавно придружио разреду. Као потенцијални мотив најчешће се наводи школско малтретирање.
Оба родитеља починиоца су ухапшена убрзо након пуцњаве; оцу је одређено задржавање до 48 сати. Председник Србије Александар Вучић рекао је да је починилац смештен на Клинику за неуропсихијатрију.

## Последице
У Влади Србије је у 13.15 часова по локалном времену одржана ванредна конференција за медије којој су присуствовали министар просвете Бранко Ружић, министарка здравља Даница Грујичић, министар унутрашњих послова Братислав Гашић и начелник београдске полиције Веселин Милић. На конференцији су најављена три дана жалости с почетком од 5. маја. Настава у школама је обустављена до краја дана. На конференцији је обелодањен детаљан ток пуцњаве, број страдалих и повређених, стање повређених као и идентитет починиоца. Саопштено је да ће Завод за ментално здравље активирати две телефонске саветодавне линије и повећати приступ личном саветовању за оне који осећају потребу за психолошком подршком. Такође је у Заводу за трансфузију организовано добровољно давање крви за рањене ђаке.
Посебна конференција за новинаре на којој је присуствовао председник Србије Александар Вучић одржана је у 18.00 часова. Изјавио је да ће Влади Србије предложити десет мера како би се спречиле сличне трагедије у будућности. Једна од њих подразумева смањење минималне старосне границе за кривичну одговорност са четрнаест на дванаест година.
Ружић је на конференцији за новинаре рекао да је у пуцњави евидентан канцероген, погубан утицај интернета, видео-игрица, такозваних западних вредности. Ова изјава је наишла на критике како од опозиционих политичких странака и невладиних организација тако и од јавности.
Самостални синдикат просветних радника Србије најавио је да ће од 4. маја обуставити рад у свим школама. Синдикат образовања Србије најавио је да ће од 5. маја организовати генерални штрајк и позвао Владу да створи услове за нормалан и безбедан живот деце и запослених у образовном систему.
Српска странка заветници затражила је хитну седницу Одбора за просвету Народне скупштине Србије, док је Покрет обнове Краљевине Србије тражио да се забране сви ријалитији који величају насиље.

## Реакције
Више стотина грађана, међу којима и родитељи ученика основне школе, окупило се испред и око основне школе након пуцњаве. Они су касније протестовали испред зграда Министарства здравља и Министарства просвете, где су тражили оставку министра Ружића.
Народно позориште у Београду саопштило је да обуставља све активности до 7. маја.
Грађани Београда, Новог Сада, Ниша, Крагујевца, Јагодине, Новог Пазара, Краљева, Ужица, Ваљева, Крушевца, Бара, Подгорице, Бањалуке, Сарајева, Загреба, Љубљане, Скопља, Приштине и многих других градова одали су почаст настрадалима.
Председник Републике Србије, Александар Вучић се истог дана обратио јавности поводом пуцњаве, рекавши да ће Влади Републике Србије предложити нове мере наоружавања, укључујући смањење минималне старосне границе за кривичну одговорност са 14 на 12 година.
Влада Републике Србије је следећег дана усвојила мере. Канцеларија УНИЦЕФ-а у Србији саопштила је да школа „није место за насиље било које врсте“, док је патријарх српски Порфирије то описао као „катастрофу“. Савет министара Босне и Херцеговине прогласило је 5. мај националним даном жалости у земљи након пуцњаве, док је Влада Црне Горе прогласила 7. мај даном жалости.
Бранко Ружић је на конференцији за новинаре рекао да је „у пуцњави евидентан канцероген, погубан утицај интернет видео игрица, такозваних западних вредности“. Неке опозиционе странке су због тог саопштења позвале на његову оставку, укључујући Иницијативу младих за људска права и Независни синдикат просветних радника Србије, који су најавили да од 4. маја обустављају рад у свим школама.
Синдикат образовања Србије најавио је да ће од 5. маја организовати генерални штрајк и позвао Владу да „створи услове за нормалан и безбедан живот деце и запослених у образовном систему“. Бивши министар просвете Срђан Вербић изразио је противљење смени Ружића, али је рекао да би „било добро за целу ситуацију да понуди оставку као лични чин“, док је Младен Шарчевић рекао да је до пуцњаве „пре свега дошло због непажње родитеља“.
Странка Заветници затражила је хитну седницу Одбора за просвету Народне скупштине Србије, док је Покрет обнове Краљевине Србије тражио да се забране „сви ријалити програми који величају насиље“. Градоначелник Београда Александар Шапић изразио је саучешће и додао да ће градска власт „пружити сваку врсту помоћи породицама“.
КК Партизан је 4. маја носио скроз црне дресове на четвртој утакмици плеј-офа Евролиге у Београду у част жртвама пуцњаве. Словеначки кошаркаш Лука Дончић понудио је да плати трошкове сахране убијених у пуцњави.

### Поруке саучешћа
Велики број међународних званичника, представника држава и међународних организација осудили су напад и изразили саучешће породицама жртава и пружили им подршку као и подршку повређенима и свима онима погођеним пуцњавом у Огледној основној школи „Владислав Рибникар”.

## Галерија
- ОШ „Владислав Рибникар” у јануару 2023.
- ОШ „Владислав Рибникар” након масовне пуцњаве 3. маја 2023.